# Французьке Конго
Французьке Конго (фр. Congo français) — французька колонія, що існувала у 1880 — 1910 роках в Центральній Африці, на терені сьогоденних Республіка Конго, Габон і Центральноафриканська Республіка. Площа близько 600000 км². Столиця — Лібревіль.

## Історія

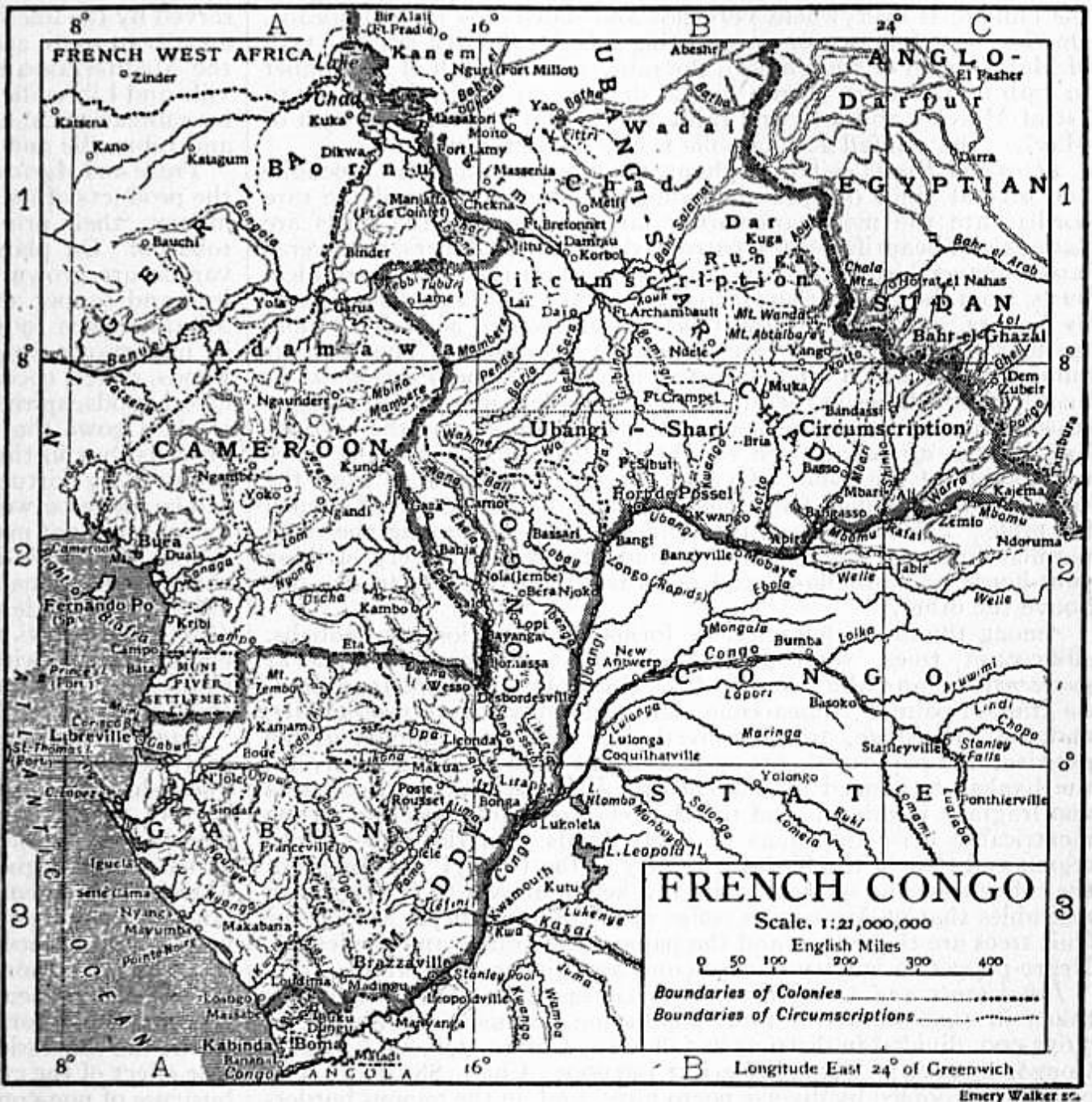
Le Congo français у 1911

Французьке Конго було створено 10 вересня 1880 року, як французький протекторат. Франко-італійський дослідник П'єр Саворньян де Бразза у вересні того ж року підписав договір з місцевим вождем, що до надання французької протекції краю. У 1880 — 1891, було підписано низку договорів по розмежуванню кордонів з Вільною державою Конго, Португальським Конго й Британським Камеруном. 30 листопада 1882 року було офіційно створено колонію Французьке Конго.
У 1906 році Французьке Конго було розділено між французькою колоніальною територією Габон та Середнім Конго, які у 1910 році разом з Убангі-Шарі об'єдналися у колоніальну федерацію Французька Екваторіальна Африка.
У краї проводили операції 30 французьких компаній, що займались головним чином заготівлею слонової кістки, каучуку та деревини. Їх діяльність супроводжувалася насильством і примусовим роботами місцевих жителів на межі рабства.